# Амброзије Спинола
Амброзије Спинола (шп. Ambrosio Spinola, marqués de los Balbases; 1569 — 1630) био је шпански генерал, пореклом Италијан.

## Каријера
Био је командант шпанских снага које су од 1603. године опседале и 20. септембра 1604. године заузеле Остенде. За време Тридесетогодишњег рата (1618—1648) Спинола је 1620. Године са 25.000 људи опустошио Палатинат; у Низоземској није успео 1622. године да заузме Берхен оп Зом, али је 1625. године приморао браниоце Бреде на предају. Са шпанским снагама у Италији заузео је Монферато.